# Andreas Baader
Andreas Baader (Monaco di Baviera, 6 maggio 1943 – Stoccarda, 18 ottobre 1977) è stato un terrorista tedesco.

## Biografia
Nato da Anneliese Hermine (1916-2004) e da Berndt Philipp Baader (1913-1945), storico e archivista morto sul fronte della Guerra, trascorse con la nonna un periodo a Saalfeld/Saale fino al 1949 quando tornò nella natìa Monaco di Baviera con la madre e una zia. Michael Kroecher (1912-2004), ballerino e attore era suo zio e rimase negli anni giovanili una figura importante con il quale è rimasto a lungo in contatto da adulto. 
La sua carriera scolastica fu estremamente problematica, l'indole ribelle gli  provocò l'espulsione da diverse scuole per indisciplina e violenza. Il 1956 lo vede frequentare il rinomato istituto umanistico (classico)  Maximiliansgymnasium a Monaco in Karl-Theodor Straße 9 nella classe 2 sez.b all'epoca diretta (anni 1951-1960) dal preside Hans Lindemann persona molto attiva sul fronte educativo, sul rinnovamento,  cercando anche di venire psicologicamente  incontro agli alunni ma anche qui Andreas Baader (il cui nome è citato nel sito web dell'istituto) si dimostrò fallimentare e dovette abbandonare la scuola addirittura nello stesso anno. La madre lo iscrisse in un'altra  scuola ma anche lì non ottenne risultati sufficienti e dovette concludere la sua carriera scolastica con la sola licenza media.
Da qui passerà un brutto periodo che lo porterà a fare reati dedicandosi ai furti e danneggiamenti, con una passione per i veicoli sportivi che ruberà (le auto BMW che predilige saranno per questo, nel linguaggio colloquiale tedesco degli anni '70, chiamate "BMW: Baader-Meinhof-Wagen"). Non consegue neppure l'esame per la patente in quanto allergico ad ogni lezione e ribelle. Per questo riceverà denunce e multe.
Per la scrittrice Karin Wieland che ha analizzato questi terroristi, Andreas Baader (che definisce lo Stato "faschistischen Staat" e i poliziotti "bullen e schweine", sbirri e maiali) è, citando Albert Camus, uno che sfida la legge divina e morale, non un rivoluzionario bensì uno che si pone attraverso il rifiuto e la negazione di tutto.  Non può vivere la sua vita, quindi finge. Per fare questo ha bisogno del pubblico, che, per lui, va eccitato con gesti sempre nuovi. Nel caso di Baader quindi con una azione terroristica dopo l'altra. Il popolo della Repubblica Federale era divenuto lo specchio in cui voleva appunto specchiarsi. La Wieland aggiunge: "Sempre in rottura con il mondo, al limite, costringe gli altri a vivere negando i loro valori". Baader era il dandy che si sentiva nato per essere un sovrano solitario e tuttavia sapeva di essere definitivamente un uomo perso.
A differenza degli altri componenti e simpatizzanti RAF, provenienti dagli ambienti intellettuali, giornalistici, universitari (come la Ensslin e la Meinhof) la mancanza di cultura in Baader, che mai aveva letto testi ideologici, lo renderanno estraneo ai dibattiti filosofici sul marxismo-leninismo (e maoismo), che in quegli anni imperversavano giustificandosi come uomo "dedito all'azione".
Volendo provare ad entrare nel mondo dell'arte, dei media, nel 1963 Baader si trasferì da Monaco a Berlino Ovest. Iniziò come operaio edile  in qualche cantiere ma poi cercò di fare il giornalista scandalistico. Entrò in contatto anche con gli ambienti gay truccandosi e posando per Herbert Tobias, noto fotografo (1924-1982).
Ebbe una temporanea relazione 
con la pittrice Ellinor (Elli) Michel (1939–2007), andando ad abitare nella sua casa nella quale viveva anche il marito, il pittore Manfred Henkel (1936-1988) che divorzierà da lei tre anni dopo. Henkel oltre che suo figlio Robert prese in affido la figlia nata nel 1965 dalla relazione fra Baader e sua moglie Elli, Lydia Suse, visto che Baader si prendeva cura di lei solo superficialmente.
Il pittore Henkel nel 1968 affittò per un breve periodo una stanza nell'appartamento in Kurfürstenstrasse alla futura terrorista della RAF Gudrun Ensslin , che visse lì per alcuni mesi con suo figlio Felix .
Nell'agosto del 1967 Baader partecipò ad una festa fatta in un locale sulla Kurfürstendamm per celebrare un nuovo movimento denominato "K1" o "Kommune 1" fondato da Dorothea Ridder e dallo scrittore e regista Rainer Langhans. Baader fra l'altro viene fotografato mentre balla con Dorothea Ridder. È presente anche lo scrittore e regista Rainer Langhans. Questo gruppo ebbe vita breve in quanto fondato il 12 gennaio 1967, a Berlino Ovest fu sciolto nel novembre 1969. Nato dall'opposizione extraparlamentare del movimento studentesco tedesco degli anni '60 come contro-modello riguardo la "famiglia borghese", come reazione contraria ad una società che la Kommune 1 riteneva troppo "conservatrice".
E qui che Baader, come già accennato essendo dotato di scarsi mezzi culturali non riuscì ad affrontare i dibattiti e a legare con gli esponenti del movimento ritenuti troppo intellettuali. 
In questo periodo, agli albori dell'anno 1968, iniziò la storia d'amore con Gudrun Ensslin, la marxista che aveva tre anni più di lui e che riuscì ad influenzarlo politicamente.
Incendi di due grandi magazzini commerciali a Francoforte sul Meno
Dalle 13.30 del 22 maggio 1967 ci fu un grave episodio criminale a Bruxelles: l'attentato incendiario contro il magazzino commerciale e centro dello shopping "L'Innovation"  nel rione Nieuwstraat, attuale Rue Neuve 111-123. Oggigiorno il vecchio edificio del 1902 non è più  esistente in quanto sostituito da una nuova costruzione ultramoderna dotata di tutti i sistemi di sicurezza. L'attentato fu causato da gruppi maoisti che manifestavano contro la guerra del Vietnam. Il risultato fu che fra 2500 clienti presenti nella costruzione ci furono 251 morti e 62 feriti. Il fatto più grave ancora fu che in Germania i membri e simpatizzanti di questa Kommune 1 esaltarono l'attentato e stamparono volantini inneggiando al segnale antimperialista ("Bruxelles diventa Hanoi") aggiungendo che sarebbe ora il momento di imitare questo gesto in Germania. Fu lì che Baader (entrato in competizione con il gruppo e deciso ad emergere con la violenza sognando di diventare un leader) con la Ensslin decisero di passare all'azione.
Il 2 aprile del 1968, poco prima di mezzanotte, Baader, Ensslin, Thorwald Proll e Horst Söhnlein, collocarono ordigni incendiari dotati di timer a Francoforte sul Meno contro due magazzini. Il primo appartenente alla società Michael Schneider, Kaufhaus Schneider, Zeil 98 angolo Stiftstraße,  edificio demolito nel 1998 e sostituito da nuova costruzione; il secondo Galeria Kaufhof, Zeil 116-126. Non ci furono vittime né feriti ma i danni ammontarono a 282.000 marchi (paragonabili a circa 560 mila Euro attuali) per il Kaufhaus Schneider e 390.000 marchi (quasi 800 Mila Euro) per Galeria Kaufhof
Nel successivo processo del 31 ottobre 1968 Baader e i suoi complici furono condannati ciascuno a tre anni di prigione .
Nel processo d'appello, Baader fu inizialmente rilasciato e insieme alla Ensslin, prese parte alla campagna della "Außerparlamentarische Opposition (APO) a Francoforte sul Meno. Dopo che il verdetto divenne definitivo nel novembre 1969, non iniziò la sua pena detentiva e si nascose a Parigi (esistono foto di lui e della Ensslin in un bar della Ville Lumière) e successivamente in Italia.
Nel febbraio 1970, su richiesta del suo avvocato difensore Horst Mahler tornò a Berlino con a fianco la Ensslin. 
Il 4 aprile 1970 Baader fu arrestato lì durante un'operazione di polizia che allestì un finto blocco del traffico.  Fu portato nel carcere (Justizvollzugsanstalt) di Tegel per scontare la pena. L'indizio è stato fornito dall'agente provocatore, poi simpatizzante RAF, figura ambigua, con contatti nei servizi segreti, Peter Urbach (1941-2011), che aveva fatto scavare a Baader e alla Ensslin un terreno nei pressi del cimitero berlinese, zona Neukölln di Alt-Buckow, dicendo che vi erano sepolte delle armi risalenti la seconda guerra mondiale.
Il 14 maggio 1970 fuggì dalla custodia degli agenti con l'aiuto della giornalista Ulrike Meinhof, da quel momento trasformatasi in terrorista. La Meinhof e Baader furono individuati dai mass-media tedeschi come i membri principali dell'organizzazione, per cui essa venne spesso indicata come Banda Baader-Meinhof. Dal 1970 al 1972 Baader rapinò banche e eseguì attentati esplosivi. Il 1º giugno del 1972 Baader e i militanti armati del suo gruppo Jan-Carl Raspe (1944-1977) e Holger Meins (1941-1974) furono catturati al termine di un conflitto a fuoco a Francoforte. Baader fu poi condannato al termine di quello che fu il più lungo (si aprì il 19 agosto 1975 con la lettura degli atti d'accusa) e costoso processo della storia tedesca, con migliaia di testimoni ascoltati e 40.000 prove portate.
Poco prima della fine dell'udienza principale, il 17 marzo 1977 (185º giorno del processo), si seppe che conversazioni riservate tra gli avvocati della difesa e i membri della RAF imprigionati erano state intercettate dalla polizia giudiziaria statale del Baden-Württemberg. Questo episodio fu giustificato dal governo regionale come un presunto "stato di emergenza" ai sensi della sezione 34 del codice penale tedesco. Si temeva che i detenuti fossero coinvolti nella pianificazione di altri gravi delitti contro la vita e l'incolumità di altre persone, che altrimenti non avrebbero potuto essere evitati (p. 13738 ss. del verbale dell'udienza principale). Dopo che l'incidente è diventato noto, gli avvocati di fiducia non hanno più preso parte all'udienza principale.
Rapporti con Ulrike Meinhof
Soprattutto alla fine, i rapporti con Ulrike Marie Meinhof, deceduta l'anno precedente, erano molto tesi. Uno degli episodi fu nel marzo 1976, riguardo ai fascicoli del testimone chiave Karl-Heinz Ruhland che Ulrike Meinhof avrebbe dovuto richiedere all'avvocato difensore Ströbele.
Ruhland aveva appena rilasciato un'intervista al settimanale Spiegel. Andreas Baader, sorvegliato dai secondini, fu visto stracciare alcuni testi di Ulrike Meinhof o segnarne altri con la parola  "scheisse" (merda). Nel periodo marzo e aprile 1976 il conflitto soprattutto con la Ensslin si intensificò. Il litigio tra le due donne può essere ricostruito nei frammenti confiscati dagli agenti BKA del penitenziario di massima sicurezza.
L'Ultimo anno
Per spingere le autorità tedesche a rilasciare Baader e gli altri membri, il 5 settembre 1977 la RAF rapì il presidente degli industriali tedesco-occidentali ed ex ufficiale SS Hanns-Martin Schleyer. Quando le autorità si rifiutarono di liberare i detenuti, la RAF dirottò con l'aiuto di un gruppo palestinese l'aereo della Lufthansa Landshut. Dirottato l'aereo in Somalia, a Mogadiscio, i terroristi si asserragliarono al suo interno per le trattative, ma il 17 ottobre 1977 un commando di teste di cuoio tedesche irruppe nell'aereo, salvando tutti i civili e uccidendo tutti i terroristi tranne uno. Visto il fallimento del dirottamento, il gruppo di rapitori uccise Schleyer. Il giorno successivo, il 18 ottobre 1977, nel carcere di Stammheim, Baader e Gudrun Ensslin vennero trovati morti; un altro dei detenuti della RAF, Jan-Carl Raspe, morirà in ospedale. Baader e Raspe presentavano lesioni da armi da fuoco, Ensslin era stata strangolata dal cavo di un altoparlante e un'altra detenuta, Irmgard Möller (nata nel 1947), fu trovata agonizzante dopo essersi pugnalata al petto ma riuscì a sopravvivere (uscirà di prigione nel 1995).
Andreas Baader venne sepolto il 27 ottobre 1977 (nella stessa tomba insieme a Gudrun Ensslin e a Raspe) presso il cimitero Dornhaldenfriedhof di Stoccarda.

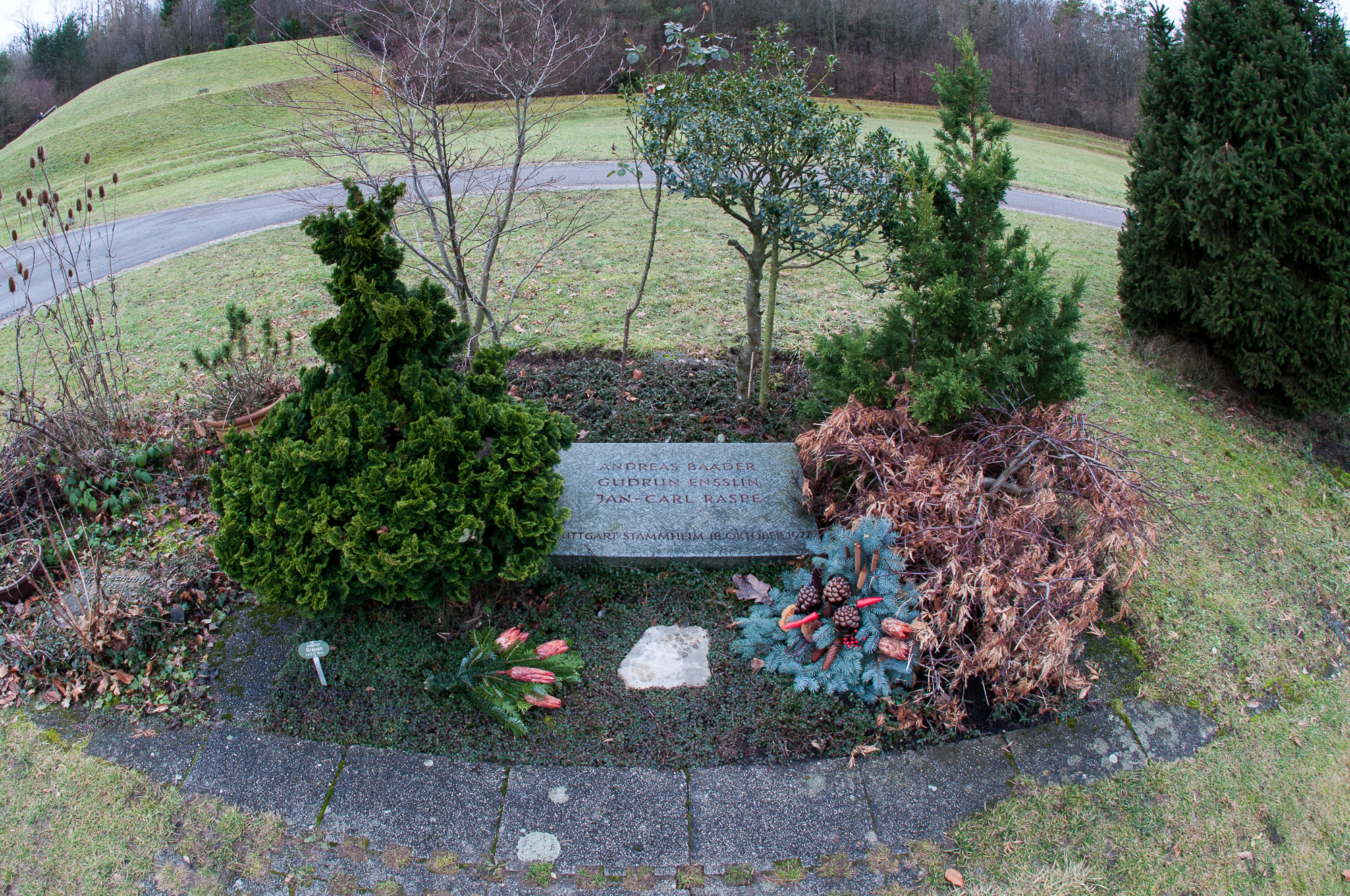
La tomba di Andreas Baader, Gudrun Ensslin und Jan-Carl Raspe, Dornhaldenfriedhof a Stuttgart-Degerloch-tomba 99

## Filmografia
- Anni di piombo (Die bleierne Zeit), regia di Margarethe von Trotta (1981)
- Stammheim - Il caso Baader-Meinhof (Stammheim), regia di Reinhard Hauff (1986)
- La banda Baader Meinhof (Der Baader Meinhof Komplex), regia di Uli Edel (2008)